# جری فرارا
جری فرارا (انگلیسی: Jerry Ferrara؛ زادهٔ ۲۵ نوامبر ۱۹۷۹) یک هنرپیشه اهل ایالات متحده آمریکا است. وی از سال ۲۰۰۰ میلادی تاکنون مشغول فعالیت بوده‌است.
از فیلم‌ها یا برنامه‌های تلویزیونی که وی در آن نقش داشته است می‌توان به دارودسته و قوانین بروکلین اشاره کرد.